# Eleonora av Mantua

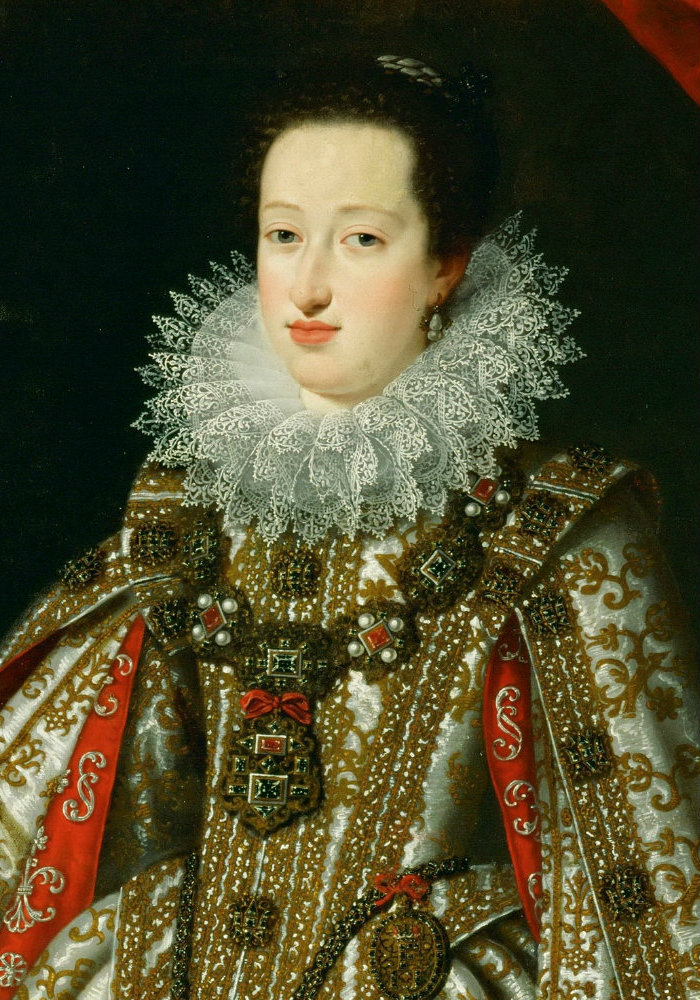
Eleonora Gonzaga (Justus Sustermans)

Eleonora Gonzaga, född i Mantua den 23 september 1598, död 1655, var en tysk-romersk kejsarinna, gift med Ferdinand II, tysk-romersk kejsare. Hon var inte politiskt verksam men spelade en viktig roll som mecenat för italiensk barockmusik.

## Biografi
Eleonora var den yngsta dottern till Vincenzo I Gonzaga och Eleonora de' Medici. Hon uppfostrades från tio års ålder av sin moster Margareta Barbara i klostret St Ursula i Mantua, och undervisades i språk, historia, musik och måleri. Hon blev föräldralös 1611–1612 när hennes mor och sedan hennes far avled.

### Äktenskap
Eleonora gifte sig 1622 med sin kusin och gudfar Ferdinand II, tysk-romersk kejsare. Hon föreslogs tidigt för äktenskap med Marcantonio IV, hertig och prins av Paliano, och Victor Amadeus, kronprinsen av Savojen, men förhandlingarna misslyckades.
I juli 1621 inleddes förhandlingar om giftermål mellan Eleonora och hennes gudfar, kejsar Ferdinand II, som blivit änkling. Dispens utverkades från påven för att de var kusiner och för att de var gudfar och guddotter. Den 21 november 1621 upprättades ett äktenskapskontrakt, vars villkor upprepade bestämmelserna i kontraktet mellan kejsaren och hans första hustru, och samma dag ägde en vigsel genom fullmakt rum i Basilica di St. Barbara i hertigpalatset i Mantua. Den andra vigseln firades i det kejserliga palatskapellet i Innsbruck den 2 februari 1622. Bröllopet firades blygsamt i fyra dagar, varefter Eleonora och Ferdinand avreste till Wien.
Äktenskapet beskrivs som lyckligt. Paret fick inga barn, men Eleonora fick ett bra förhållande till sina styvbarn. Hon fick ett särskilt nära förhållande till sin yngsta styvson, som hon ingav en smak för konst och litteratur. Paret delade ett engagemang för motreformationen och hade jesuiter till biktfäder, och de delade även ett intresse för jakt och musik. Ferdinand II var så nöjd med Eleonora att han reviderade äktenskapskontraktet till hennes förmån.

### Kejsarinna
I Pressburg den 26 juli 1622 kröntes Eleonora till drottning av Ungern, den 21 november 1627 i Prag kröntes hon till drottning av Böhmen och den 7 november samma år i Regensburg kröntes hon till kejsarinna av det heliga romerska riket och drottning av Tyskland i katedralen St. Peter aposteln. Hon lärde sig snabbt tala tyska, mottog den förra kejsarinnans gods i förläning och anställde dennas hovbetjäning medan hon sände tillbaka nästan alla sina italienska tjänare till Mantua. 
Eleonora intresserade sig inte för politik, men åtföljde ofta kejsaren på hans uppdrag och närvarade vid rådsmöten och liknande tillfällen. Hon agerade som beskyddare för kyrkor och kloster och utförde katolska barmhärtighetsgärningar och gjorde många donationer, bland annat till byggandet av Madonna-kapellet i Loretana i Augustinerkyrkan i Wien, och grundade ett karmelitkloster i Wien och ett i Graz. Sin kanske största betydelse fick Eleonora som konstmecenat. Hon agerade beskyddare för de italienska konstnärer, sångare, musiker och dansare som kom till Wien, vilket gjorde kejsarhovet till ett centrum för europeisk barockmusik. Under henne lades traditionen på att sätta upp operor och baletter vid hovet. Den första föreställningen av detta slag var föreställningen på Ferdinand II:s födelsedag 1625, och för detta ändamål byggdes en stor trähall i Hofburg.
En tung chock för henne var det mantuanska tronföljdskriget som utbröt i hennes förra hemland Mantua efter hennes bröders död 1627, då de inte lämnade några manliga arvingar. Under detta krig, mellan kejsaren, kungen av Spanien och hertigen av Savojen å ena sidan, och kungen av Frankrike, dogen av Venedig och hertigen av Mantua och Monferrato å andra sidan, erövrade och plundrade den kejserliga armén 1630 Mantua, kejsarinnans hemstad.

### Änkekejsarinna
Den 15 februari 1637 dog kejsar Ferdinand II. Eleonora tillbringade resten av sitt liv flyttande mellan sina olika palats samt i det karmelitkloster hon grundat, och förde en traditionsenligt tillbakadragen tillvaro tillägnat religion och ombyggnad av sina hus i barockstil. Hon upprätthöll en aktiv korrespondens med sina italienska och österrikiska släktingar, och medlade när hennes styvson kejsar Ferdinand III år 1651 gifte sig med hennes släkting Eleonora Magdalena av Mantua, som hon gjorde till sin arvinge.